# Arròs a banda
L'arròs a banda és un plat d'arròs, peix i marisc típic de la gastronomia valenciana. A diferència de la paella, aquest plat es prepara en una cassola metàl·lica més fonda, i el temps de cocció és més llarg, a causa d'una preparació esgraonada, o «a banda»: les verdures, el peix, i l'arròs es couen per separat.
Porta peix variat, com ara escorpa, gallineta, rap, rajada o aranya de mar. Al sofregit, també s'hi poden afegir molls i sepionets. Tot això és acompanyat de creïlles, col, ceba, tomàquet picolat, all, safrà, sal i aigua, a més d'una fulla de llorer.
Hi ha llocs on es menja remenat amb una cullerada d'allioli o d'alguna altra salsa, com ara: maionesa, maionesa rosada, maionesa verda, vinagreta, romesco cru, romesco tarragoní, salsa de mariner, etc.